# Nationales Koordinationskomitee für Demokratischen Wandel
Das Nationale Koordinationskomitee der syrischen Kräfte für den demokratischen Wandel (arabisch هيئة التنسيق الوطنية لقوى التغيير الديمقراطي السورية, DMG haiʾat at-tansīq al-waṭanī li-quwā t-taġyīr ad-dīmuqrāṭī as-sūriyya, englisch National Coordination Body französisch Comité national pour le changement démocratique, abgekürzt CNCD) ist ein syrischer Oppositionsblock, der aus 10 linksgerichteten politischen Parteien und 3 kurdischen Parteien sowie unabhängigen politischen Aktivisten einschließlich von Jugendaktivisten, die in Syrien und weltweit agieren, besteht.
Es ist das einzige Oppositionsbündnis, das bereit ist, mit der Regierung zu verhandeln. Das Nationale Koordinationskomitee und der Syrische Nationalrat bilden zusammen die zwei Hauptfraktionen der syrischen Opposition. Ersterer wurde im Zuge des syrischen Bürgerkrieges im September 2011 gegründet und opponiert gegen die Regierung von Baschar al-Assad. 
Vorsitzender ist Hussein Abdel Azim, der Sprecher ist Haytham Manna; ein weiteres prominentes Mitglied ist Monzer Makhous. Der Hauptsitz des Koordinationskomitees ist Damaskus. Das Komitee verfolgt einen säkularen Kurs und besteht unter anderem aus linken und kurdischen Gruppen. Insgesamt umfasst das Komitee vor allem säkulare und nationalistische Gruppen, unabhängige Dissidenten und kurdische Parteien, die alle ihre Basis innerhalb Syriens haben. Zu jenen gehört ein Ableger der Syrischen Kommunistischen Partei.
Aufsehen erregte ein Angriff von Demonstranten auf Repräsentanten des Koordinationskomitee vor der Arabischen Liga in Kairo am 9. November 2011.

## Haltung
Das Nationale Koordinationskomitee teilt mit anderen Oppositionsgruppen einige Positionen. Im Gegensatz zum Syrischen Nationalrat, der einen Dialog mit der Regierung Assad ablehnt, betreibt das Koordinationskomitee den friedlichen Protest gegen das Regime und befürwortet eine Lösung, in der die syrische Regierung zur Notwendigkeit für Wandel und zum Dialog mit der Opposition überzeugt werden soll. Die Krise im Land könne nur durch Dialog beigelegt werden. Beabsichtigt wird ein sicherer und friedlicher Übergang von einem Staat der Despotie hin zu einer Demokratie. Das Koordinationskomitee sieht sich stärker innerhalb Syriens verankert und wirft dem Nationalrat vor, von westlichen Staaten beeinflusst zu sein. 

## Mitgliedsparteien
| Partei                                            | Vertreter             |
| ------------------------------------------------- | --------------------- |
| Demokratisch-Arabische Sozialistische Union       | Hassan Abdul Azim     |
| Arabische Revolutionäre Arbeiterpartei            | Hazem Nahar           |
| Kommunistische Aktionspartei                      | Abdelasis al-Chair    |
| Arabische Sozialistische Bewegung                 | Munir al-Bitar        |
| Syrische Demokratische Volkspartei                | nicht im Exekutivbüro |
| Partei der Demokratischen Union                   |                       |
| Demokratische Partei Kurdistan-Syrien             |                       |
| Assyrische Einheitspartei                         |                       |
| Zusammen für ein freies und demokratisches Syrien |                       |
| Marxistische Linksversammlung                     |                       |